# Saison 2018 de l'équipe cycliste Ukyo
La saison 2018 de l'équipe cycliste Ukyo est la septième de cette équipe.

## Préparation de la saison 2018

### Arrivées et départs
| Arrivées             | Équipe 2017                   |
| -------------------- | ----------------------------- |
| Marc de Maar         | Hengxiang                     |
| Robbie Hucker        | IsoWhey Sports-Swiss Wellness |
| Yūma Koishi          | Nippo-Vini Fantini            |
| Raymond Kreder       | Roompot-Nederlandse Loterij   |
| Yoshimitsu Hiratsuka | Aisan Racing                  |
| Kohei Yokotsuka      | Lemonade Bellmare Racing      |
| Naoya Yoshioka       | Nasu Blasen                   |

| Départs            | Équipe 2018                   |
| ------------------ | ----------------------------- |
| Jon Aberasturi     | Euskadi Basque Country-Murias |
| Nathan Earle       | Israel Cycling Academy        |
| Egoitz Fernández   | Euskadi                       |
| Salvador Guardiola | Kinan                         |
| Takaaki Higuchi    | Nasu Blasen                   |
| Yukinori Hishinuma | Interpro Stradalli            |

## Coureurs et encadrement technique

### Effectif
| Cycliste             | Date de naissance | Nationalité | Équipe 2017                   |  |
| -------------------- | ----------------- | ----------- | ----------------------------- |  |
| Rodrigo Araque       | 2 mai 1991        | Espagne     | Ukyo                          |  |
| Marc de Maar         | 15 février 1984   | Pays-Bas    | Hengxiang                     |  |
| Yusuke Hatanaka      | 21 juin 1985      | Japon       | Ukyo                          |  |
| Eiichi Hirai         | 18 novembre 1990  | Japon       | Ukyo                          |  |
| Yoshimitsu Hiratsuka | 13 novembre 1988  | Japon       | Ukyo                          |  |
| Robbie Hucker        | 13 mars 1990      | Australie   | IsoWhey Sports-Swiss Wellness |  |
| Yūma Koishi          | 15 septembre 1993 | Japon       | Nippo-Vini Fantini            |  |
| Raymond Kreder       | 26 novembre 1989  | Pays-Bas    | Roompot-Nederlandse Loterij   |  |
| Michimasa Nakai      | 22 septembre 1994 | Japon       | Ukyo                          |  |
| Benjamín Prades      | 26 octobre 1983   | Espagne     | Ukyo                          |  |
| Óscar Pujol          | 16 octobre 1983   | Espagne     | Ukyo                          |  |
| Suguru Tokuda        | 31 mai 1994       | Japon       | Ukyo                          |  |
| Tanzou Tokuda        | 13 avril 1992     | Japon       | Ukyo                          |  |
| Kohei Yokotsuka      | 8 août 1994       | Japon       | Lemonade Bellmare Racing      |  |
| Noya Yoshioka        | 23 décembre 1991  | Japon       | Nasu Blasen                   |  |

## Bilan de la saison

### Victoires
| Date       | Course                         | Pays           | Classe | Vainqueur      |
| ---------- | ------------------------------ | -------------- | ------ | -------------- |
| 12/03/2018 | 2e étape du Tour de Taïwan     | Taipei chinois | 2.1    | Robbie Hucker  |
| 25/03/2018 | 2e étape du Tour de Tochigi    | Japon          | 2.2    | Raymond Kreder |
| 01/04/2018 | 1re étape du Tour de Thaïlande | Thaïlande      | 2.1    | Raymond Kreder |